# Ishall

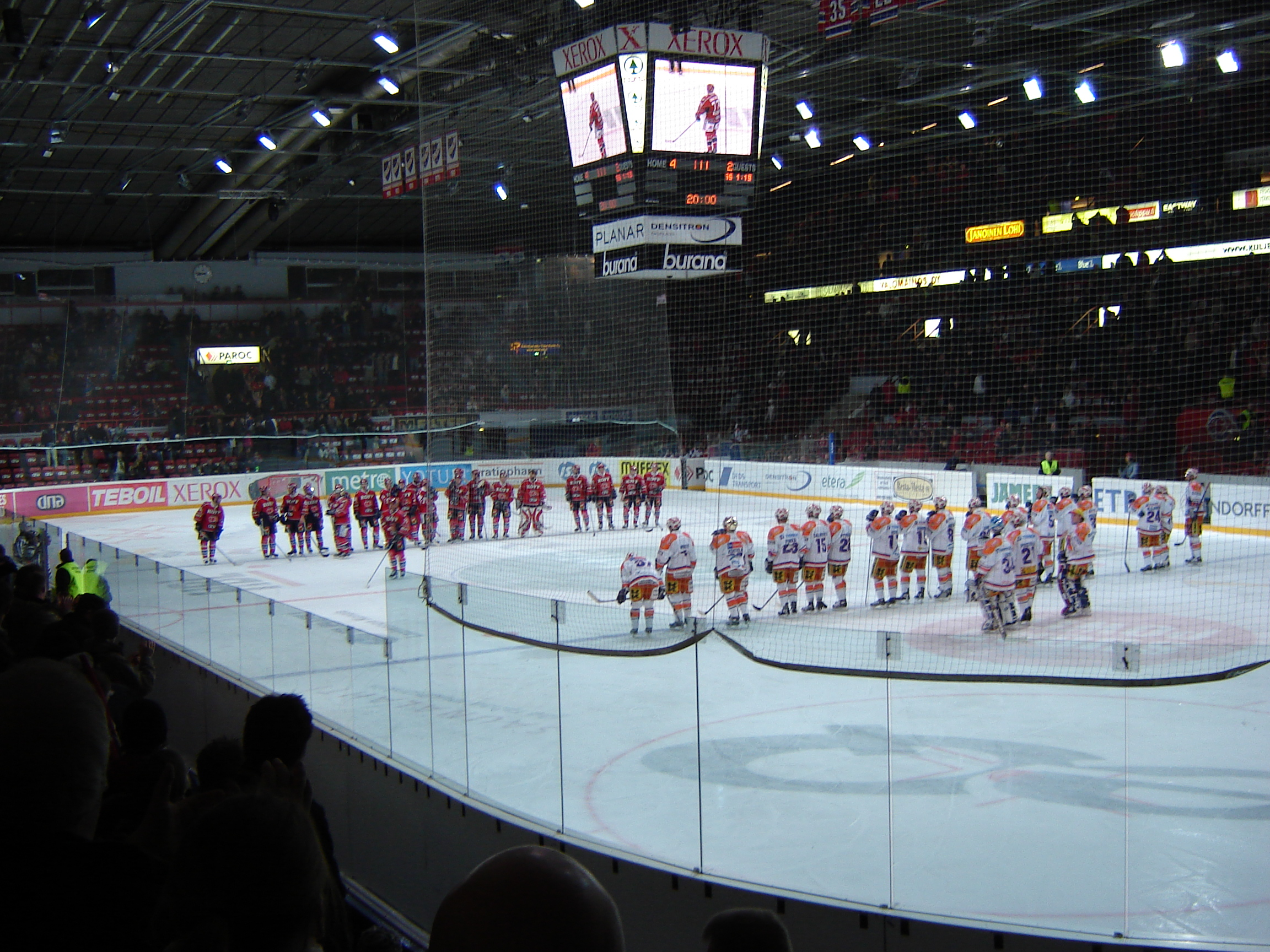
Helsingfors ishall i Finland, december 2005.

En Ishall, även kallad islada eller ispalats, är en inbyggd sportanläggning avsedd för inomhusutövande av sporter som utövas på is, såsom bandy, curling, ishockey, konståkning och skridskoåkning på en konstfrusen isanläggning. Själva isplanen är normalt omgiven av läktare. Ishallen möjliggör en omfattande förlängning av tävlingssäsongen, vilket särskilt ishockeyn utnyttjat starkt och gjort att säsongen inte längre enbart pågår vintertid. Ishallar ger också bättre förutsättningar för att sprida olika issporter till varmare delar av världen. 
Från slutet av 1950-talet och fram till slutet av 1990-talet ersattes många utomhusrinkar i Norden av ishallar. Från år 2000 och framåt har flera klubbar i Sverige som spelar i Svenska hockeyligan byggt om eller renoverat sina ishallar, och många av dem kallas numera "arenor", medan ordet ishall många gånger numera för tankarna till äldre och mindre konstruktioner. 
I början av 2000-talets första decennium har större ishallar avsedda för bandy blivit allt vanligare.

Sedan slutet av 1980-talet har även allt fler skridskohallar börjat byggas i många länder.

## Annan användning
Även om ishallarna är byggda för ishockey och konståkning i första hand, används de även för enstaka sportevenemang inom andra områden, till exempel basket, handboll, innebandy och volleyboll. Under 1970-talet började många basketklubbar på elitnivå i Sverige spela flertalet matcher i ishall, då de oftast kan ta in mer publik än en vanlig sporthall. 
Moderna ishallar får ofta rollen som multiarenor, som kan användas för en mängd olika ändamål t.ex. pop- och rockkonserter, mässor och TV-inspelningar, exempelvis Melodifestivalen. Vid dessa tillfällen tas antingen isen bort eller täcks med isolerande golv eller matta.

## Kravsammanställning Arenaklassificering
Kraven som ställs på ishallarna i Sverige utfärdade av Svenska ishockeyförbundet.
| krav krav i vissa fall                 | Evenemangsarena                                                           | Evenemangsarena | Evenemangsarena | Publikhall | Publikhall | Publikhall | Träningshall | Träningshall | Träningshall |
| krav krav i vissa fall                 | Even A                                                                    | Even B          | Even C          | Publ A     | Publ B     | Publ C     | Trän A       | Trän B       | Trän C       |
| -------------------------------------- | ------------------------------------------------------------------------- | --------------- | --------------- | ---------- | ---------- | ---------- | ------------ | ------------ | ------------ |
| Publikplatser                          | >10000                                                                    | >6000           | >4000           | >2000      | >1000      | >500       | >200         | <200         |              |
| Sikt sitt/ståplats, >4m                | ja                                                                        | ja              | ja              | ja         | ja         | ja         |              |              |              |
| VIP loger, utsikt                      | ja                                                                        | ja              | (ja)            |            |            |            |              |              |              |
| Rullstolsplatser                       | ja                                                                        | ja              | ja              | ja         | ja         |            |              |              |              |
| Teknikbrygga                           | ja                                                                        |                 |                 |            |            |            |              |              |              |
| Restaurang                             | ja                                                                        | ja              | ja              |            |            |            |              |              |              |
| Cafeteria                              | ja                                                                        | ja              | ja              | ja         | ja         |            |              |              |              |
| Kiosker                                | ja                                                                        | ja              | ja              | ja         | ja         | ja         |              |              |              |
| Uppvärmd hall                          | ja                                                                        | ja              | ja              | ja         |            |            |              |              |              |
| Pausutrymme (publ)                     | ja                                                                        | ja              | ja              | ja         |            |            |              |              |              |
| Toaletter mm                           | ja                                                                        | ja              | ja              | ja         | ja         | ja         | ja           | ja           |              |
| TV kameror                             | ja                                                                        | ja              | ja              | ja         | ja         |            |              |              |              |
| TV & Radiohytter                       | ja                                                                        | ja              | ja              | ja         |            |            |              |              |              |
| Pressplatser                           | ja                                                                        | ja              | ja              | ja         |            |            |              |              |              |
| Presskonferens                         | ja                                                                        | ja              | ja              | ja         | ja         |            |              |              |              |
| Uppehållsrum (press)                   | ja                                                                        | ja              | ja              | ja         |            |            |              |              |              |
| Goal pegs                              | ja                                                                        | ja              | ja              | ja         | ja         | (ja)       |              |              |              |
| Sarg/Rink (30x60m +/-0,5%)             | ja                                                                        | ja              | ja              | ja         | ja         | ja         | ja           | ja           | ja           |
| Sargskydd, glas/polyC                  | ja                                                                        | ja              | ja              | ja         | ja         | ja         |              |              |              |
| Sargskydd, stängelnät                  |                                                                           |                 |                 |            |            |            | ja           | ja           | ja           |
| Hängnät, 4m från mållinjen             | ja                                                                        | ja              | ja              | ja         | ja         | ja         | ja           | ja           | ja           |
| Spelarbås                              | ja                                                                        | ja              | ja              | ja         | ja         | ja         | ja           | ja           |              |
| Funktionärsbås                         | ja                                                                        | ja              | ja              | ja         | ja         | ja         | ja           | ja           |              |
| Säker inpassering                      | ja                                                                        | ja              | ja              | ja         | ja         |            |              |              |              |
| Matchklocka                            | Mediakub                                                                  | Mediakub        | Mediakub        | 4-4-4      | 4-4-4      | 4-4-4      | ja           | ja           | ja           |
| Ljudanläggning                         | ja                                                                        | ja              | ja              | ja         | ja         | ja         | ja           |              |              |
| Signalhorn/Siren                       | ja                                                                        | ja              | ja              | ja         | ja         | ja         | ja           | ja           | ja           |
| Videomåldomarhytt                      | ja                                                                        | ja              | ja              |            |            |            |              |              |              |
| Höjd till belysning                    | 7m                                                                        | 7m              | 7m              | 7m         | 7m         | 5m         | 5m           | 5m           | 5m           |
| Belysning (lumen)                      | >1000                                                                     | >1000           | >1000           | >1000      | >600       | >400       | >400         | >400         | >200         |
| Omklädningsrum                         | 6st 35m²                                                                  | 6st 35m²        | 6st 35m²        | 6st 35m²   | 4st 35m²   | 4st 35m²   | 2st          | 2st          |              |
| Lagrum                                 | ja                                                                        | ja              | ja              |            |            |            |              |              |              |
| Tränarrum                              | ja                                                                        | ja              | ja              | ja         |            |            |              |              |              |
| Massagerum                             | ja                                                                        | ja              | ja              | ja         |            |            |              |              |              |
| Läkarrum                               | ja                                                                        | ja              | ja              | ja         |            |            |              |              |              |
| Sjukvårdsrum                           |                                                                           |                 |                 |            | ja         | ja         |              |              |              |
| Domarrum                               | ja                                                                        | ja              | ja              | ja         | ja         | ja         | ja           |              |              |
| Föreningsförråd                        | ja                                                                        | ja              | ja              | ja         | ja         |            |              |              |              |
| Tvättstuga/Tvättmaskin                 | ja                                                                        | ja              | ja              | ja         | ja         |            |              |              |              |
| Torkrum/Torktumlare                    | ja                                                                        | ja              | ja              | ja         | ja         |            |              |              |              |
| Funktionärsrum                         | ja                                                                        | ja              | ja              | ja         |            |            |              |              |              |
| Sliprum                                | ja                                                                        | ja              | ja              | ja         | ja         | ja         |              |              |              |
|                                        | Even A                                                                    | Even B          | Even C          | Publ A     | Publ B     | Publ C     | Trän A       | Trän B       | Trän C       |
| Seriesystemens minimi krav på arenatyp | Elitserien                                                                | Elitserien      | Elitserien      |            |            |            |              |              |              |
| Seriesystemens minimi krav på arenatyp | Allsvenskan                                                               |                 |                 |            |            |            |              |              |              |
| Seriesystemens minimi krav på arenatyp | Div 1                                                                     |                 |                 |            |            |            |              |              |              |
| Seriesystemens minimi krav på arenatyp | Dam Riks, J20 Superelit, J18 Allsv, HDiv2, HDiv3, J20/J18 Reg Elit, Div 1 |                 |                 |            |            |            |              |              |              |
| Seriesystemens minimi krav på arenatyp | Damer Div & lägre, Hdiv4, J20/18 Div2, U16, U15                           |                 |                 |            |            |            |              |              |              |
| Seriesystemens minimi krav på arenatyp | Upp till U14                                                              |                 |                 |            |            |            |              |              |              |